# Amato Lusitano

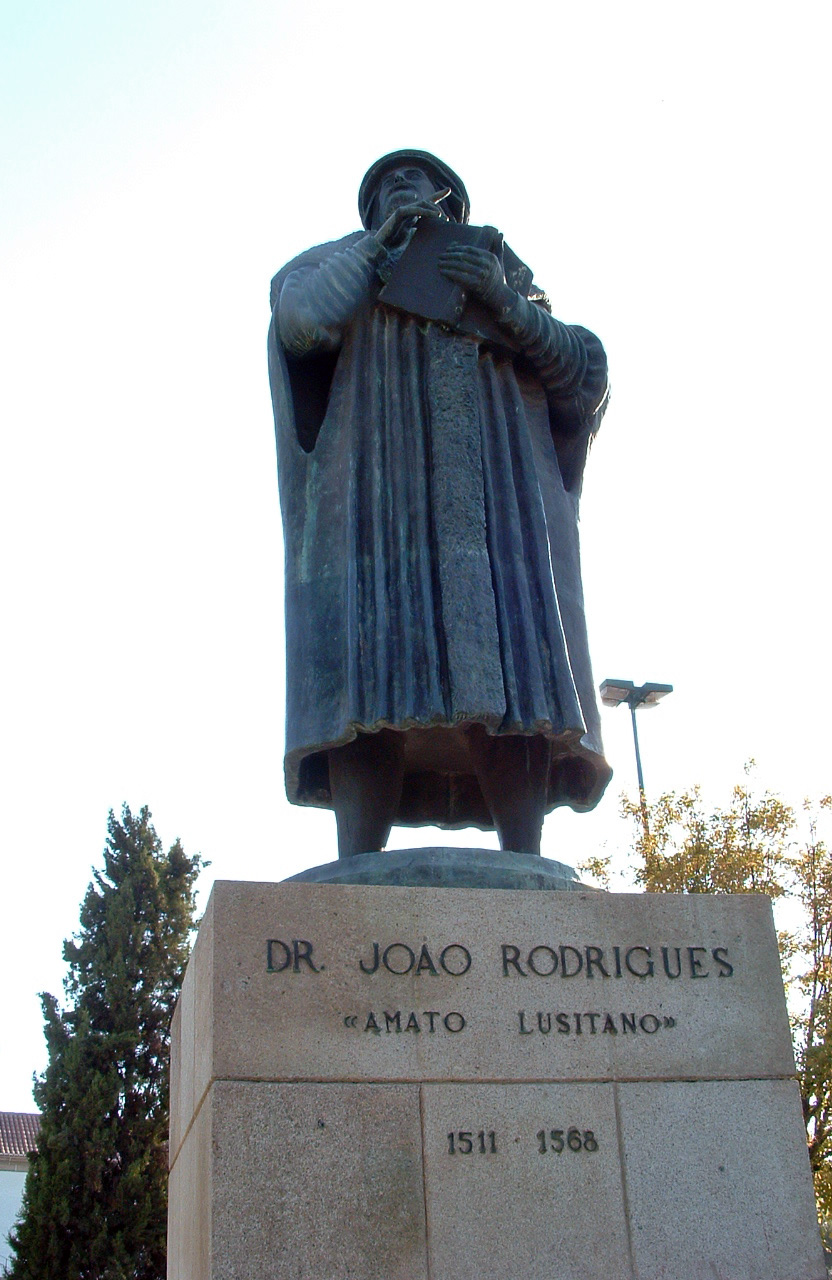
Estatua de Amato Lusitano

João Rodrigues de Castelo Branco, más conocido como Amato Lusitano y Amatus Lusitanus (1511-1568), fue un destacado médico y humanista judío portugués del siglo XVI, nacido en Castelo Branco (Beira Baixa, Portugal) en 1511 y muerto en 1568. Como Herófilo, Galeno, Ibn al-Nafis, Miguel Servet, Realdo Colombo y William Harvey, se le atribuye como un descubrimiento en la circulación de la sangre. Se dice que descubrió la función de las válvulas en la circulación de la sangre.

## Biografía
Lusitano nació en 1511 en Castelo Branco, Portugal. Él era un descendiente de una familia judeoconversa que se había llamado Chabib (= Amatus, "amado" en latín). Estudió en la universidad de Salamanca (consiguió el título de doctor en 1530) y después comenzó un periplo europeo marcado por las persecuciones a los judíos. Tras un período en Amberes viajó por los Países Bajos y Francia y finalmente se estableció en la península itálica. Su reputación como uno de los médicos más hábiles de su época le precedió allí, y durante su corta estancia en Venecia, donde entró en contacto con el médico y filósofo Jacob Mantino, asistió a la sobrina del papa Julio III y otros personajes distinguidos.
En 1546 Amato estuvo en Ferrara, en cuya Universidad enseñó anatomía como asistente del médico Giambattista Canano y dictó conferencias sobre plantas medicinales. En una de sus conferencias diseccionó doce cadáveres -una gran innovación en ese momento- en presencia de muchos eruditos, entre los que estaba el anatomista Jean Baptiste Cananus, que por su experiencia en esta ocasión fue erróneamente acreditado con el descubrimiento de la función de Las válvulas en la circulación de la sangre. Durante su estancia en Ferrara, que duró seis años, Amatus Lusitanus recibió una invitación del Rey de Polonia para mudarse a ese país, que rechazó, prefiriendo establecerse en Ancona, donde existía tolerancia religiosa.
Mientras tanto, su reputación creció. Fue médico de Jacoba del Monte, hermana del papa Julio III, e incluso llegó a atender al propio pontífice. No obstante, con la muerte de Julio III, temeroso de las persecuciones de Paulo III, se vio obligado a huir de la ciudad. Se estableció sucesivamente en Pesaro, Ragusa y Salónica.

## Descubrimientos
Descubrió la circulación de la sangre y, a través de las disecciones de la vena de Azygos, fue el primero en observar y especular sobre las válvulas venosas halladas allí.
Este descubrimiento contradecía la creencia convencional de la época en que la sangre fluye desde el corazón a través de las arterias, así como las venas. Es obvio que esta hipótesis fue apoyada por el hecho de que la red de arterias y venas se vuelve más delgado y más fino a medida que se alejan del corazón. También se supone que las redes no están conectadas, por lo que la sangre no puede pasar de una red a la otra. (El microscopio todavía no se había inventado, por lo que no se podían ver las arterias capilares sin ayuda).
El Dr. Amatus Lusitanus describió en el Centuria I, párrafo (Curatio) 513, cómo, en 1547, realizó un experimento ante algunos estudiosos de la Universidad de Ferrara. Sopló aire en la parte inferior de los ácigos y demostró que la vena cava no se inflaría. No era posible que el aire se escapara debido a la válvula o operculo mencionado. Cuando está claro que si el aire no puede pasar de los azygos a la vena cava, es tanto más cierto que la sangre, mucho más gruesa que el aire, no podría fluir a través. En la audiencia estaba "el admirable anatomista" Giambattista Canano, a quien el descubrimiento de las válvulas fue atribuido posteriormente por error.
Amato enriqueció la literatura médica con varias obras valiosas que durante mucho tiempo disfrutaron de la más alta reputación. Entre ellos, el más importante fue su Centuriæ, en el que publicó relatos de sus casos y su tratamiento. Este trabajo, en siete volúmenes, titulado Curationum Medicinalium Centuriæ Septem, pasó por varias ediciones (Florencia, 1551, Venecia, 1552, 1557, 1560, 1653, Basilea, 1556, Leyden, 1560, 1570, París, 1620, Burdeos, 1620, Barcelona, 1628). Sus otras obras fueron: Index Dioscoridis (1536); Enegemata en Duos Priores Dioscoridis de Arte Medica Libros (Amberes, 1536); En Dioscorides de Medica materia Libro quinque enarrationis (1556); Comentario de Introitu Medici ad Ægrotantem, (Venecia, 1557); De Crisi et Diebus Decretoriis, (Venecia, 1557); En Dioscoridis Anazarbei de Medica Materia Libros Quinque, (Venecia, 1557; Leyden, 1558); Enarrationes Eruditissimæ, (Venecia, 1553); La Historia de Eutropio (Eutropio traducido al español); Comentario sobre el primer libro del Canon de Avicena, que, como se relata en el prefacio de la séptima Centuria, perdió entre sus posesiones en Ancona.

## Obra
- Centúrias de curas medicinais, Lisboa, 1980, 4 vols.
- Curationem medicilianum.., Cambridge, 1990.
- In Dioscoridis Anazarbei..., Argentorati, 1554.
- Otras